# 金头闭壳龟
金头闭壳龟（学名：Cuora aurocapitata）为地龜科闭壳龟属的爬行动物。只分布于中国安徽，多栖息于丘陵地带的水沟或水质较清澈的山区池塘内。该物种的模式产地在安徽南陵。
金头闭壳龟有時會被認為是潘氏闭壳龟的亞種。